# Sabacnah
Sabacnah es una localidad del municipio de Motul en el estado de Yucatán localizado en el sureste de México.

## Toponimia
El nombre (Sabacnah) proviene del idioma maya.

## Hechos históricos
- En 1921 cambió su nombre de Sabacná a Sabacnah.
- En 1980 cambió su nombre a Chan Sabacnah.
- En 2000 cambió su nombre a Sabacnah.

## Demografía
Según el censo de 2005 realizado por el INEGI, la población de la localidad era de 9 habitantes.
| 8                           | 6 | 0 | 0 | 7 | 22 | 20 | 28 | 13 | 0 | 0 | 9 |
| (Fuente: INEGI [Consultar]) |   |   |   |   |    |    |    |    |   |   |   |